# Willy Pepelnjak
Pour les articles homonymes, voir Pepelnjak.
Pas d'image ? Cliquez ici

a Compétitions nationales et continentales officielles uniquement.

Dernière mise à jour le 10 mars 2013.
Willy Pepelnjak, né le 29 mai 1961 à Lens, est un joueur français de rugby à XV évoluant au poste de deuxième ligne.
Il est le frère de Freddy.

## Biographie
Willy Pepelnjak joue seize saisons au FC Grenoble. Il reste capitaine du club jusqu'en 1992. Avec le club grenoblois, il remporte le Challenge Yves du Manoir en 1987 contre le SU Agen.
Fin 1981, il est sélectionné avec l'équipe des Alpes qui au stade Charles-Berty de Grenoble réussira l'exploit de battre les All blacks qui essuieront là leur seule défaite (16-18) de toute leur tournée européenne.
Le 7 octobre 1987, il est sélectionné avec les Barbarians français pour jouer contre le Penarth RFC à Penarth au Pays de Galles. Les Baa-Baas l'emportent 48 à 13.
Il termine sa carrière grenobloise lors de la saison 1991-1992.
Après une victoire en quart de finale gagné contre l'US Dax 22 à 21 où l’entraîneur dacquois René Bénésis avait alors eu cette expression pour qualifier le pack de Grenoble : « de véritables Mammouths », il joue son dernier match en demi-finale en s’inclinant face à Biarritz 9-13 à Bordeaux.
Un an après son arrêt il reprend et termine sa carrière à l'US Vinay dont il est également le capitaine et dispute notamment le championnat de 1e division groupe B avec Stéphane Weller, Franck Capdeville, Martial Servantes, Christophe Monteil, Gilles Claret et Charl Snyman, tous anciens grenoblois.
Actuellement, il est professeur d'EPS dans un collège de Saint-Martin-d'Hères.

## Palmarès
- Championnat de France de première division :
  - Demi-finaliste (2) : 1982 et 1992
- Challenge Yves du Manoir :
  - Vainqueur (1) : 1987[6]
  - Finaliste (2) : 1986 et 1990
  - Demi-finaliste (2) : 1988 et 1992
- Coupe de France :
  - Demi-finaliste (2) : 1985 et 1986
- Coupe Frantz-Reichel :
  - Champion (1) : 1981
- Championnat de France Cadet :
  - Champion (1) : 1978